# Giliastrum foetidum
Giliastrum foetidum là một loài thực vật có hoa trong họ Polemoniaceae. Loài này được (Gillies ex Benth.) J.M.Porter mô tả khoa học đầu tiên năm 1998.